# ۵۰ گاوران
۵۰ گاوران یک ستاره است که در صورت فلکی گاوران قرار دارد.